# L'Abeille millénaire

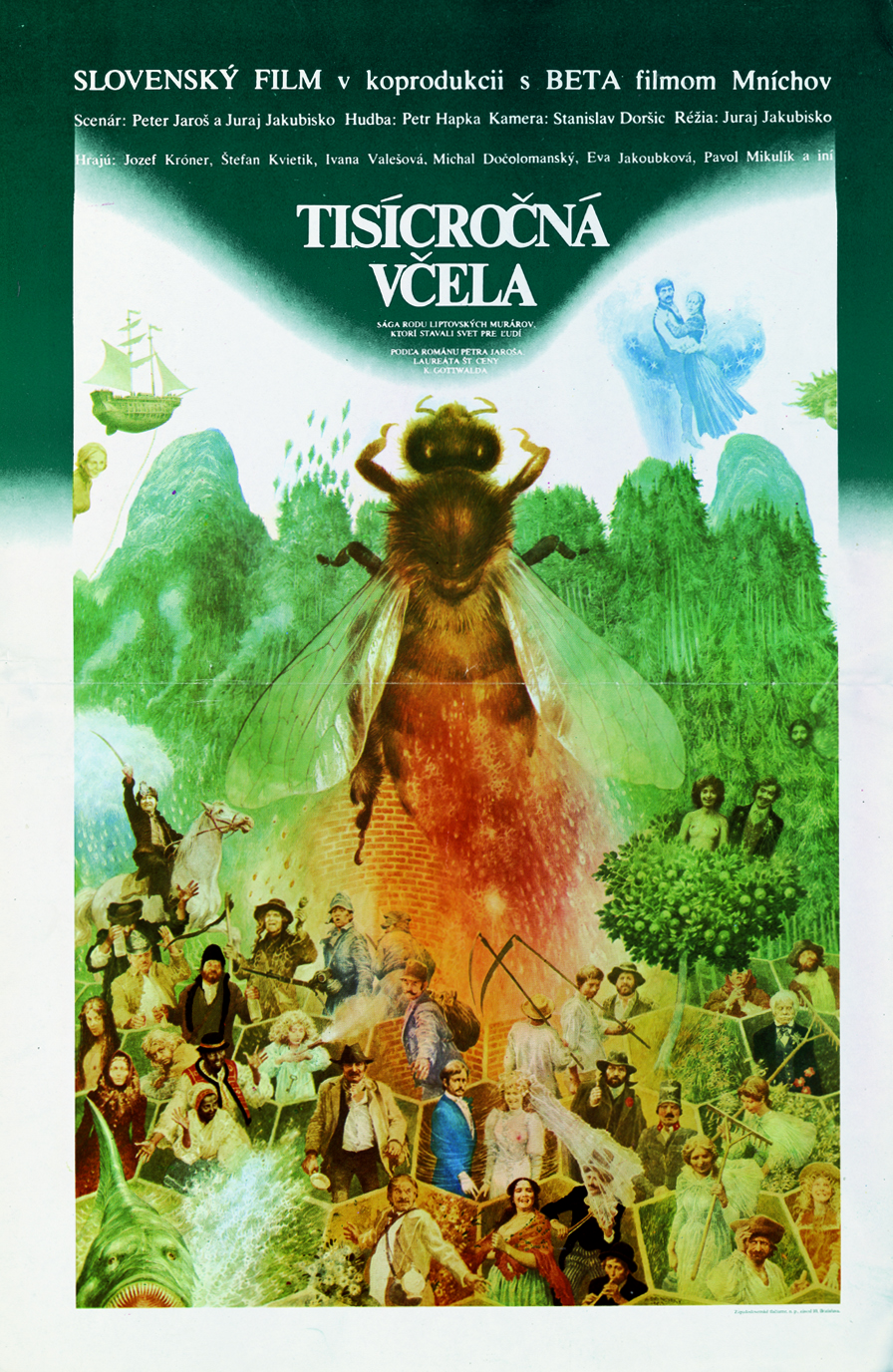
Affiche du film.

L'Abeille millénaire (Tisícročná včela) est un film tchécoslovaque réalisé par Juraj Jakubisko, sorti en 1983. Il est adapté d'un roman de Peter Jaroš (en).
Il a fait partie de la liste des films tchécoslovaques sélectionnés pour l'Oscar du meilleur film étranger.

## Synopsis
Une saga familiale sur trois générations évoque un traitement épique du destin du peuple slovaque au tournant du XXe siècle

## Fiche technique
- Titre original : Tisícročná včela
- Réalisation : Juraj Jakubisko
- Scénario : Juraj Jakubisko d'après un roman de Peter Jaroš (en)
- Photographie : Stanislav Dorsic
- Montage : Judita Fatulová, Patrik Pass
- Musique : Petr Hapka
- Genre : Drame[2]
- Pays de production : Tchécoslovaquie, Allemagne de l'Ouest, Autriche
- Durée : 162 minutes
- Dateq de sortie : 
  - Italie : 6 septembre 1983 Festival de Venise
  - Tchécoslovaquie : 1er mars 1984

## Distribution
- Jozef Kroner : Martin Pichanda
- Stefan Kvietik : Samo
- Michal Docolomanský (en) : Valent
- Jana Janovská : Ruzena
- Eva Jakoubková : Kristína
- Ivana Valesová : Mária
- Pavol Mikulík : Julo
- Igor Cillík : Svanda
- Jirí Císler : Belányi
- Jana Olhová

## Distinctions
- Sélectionné dans la liste des films proposés à l'Oscar du meilleur film étranger
- Golden Phoenix de la meilleure direction artistique au Festival de Venise 1984
- Meilleur film tchécoslovaque des années 1980[3],[4]